# Skrattar bäst som skrattar sist
Skrattar bäst som skrattar sist (originaltitel: Block-Heads) är en amerikansk komedifilm med Helan och Halvan från 1938 regisserad av John G. Blystone.

## Handling
Första världskriget har brutit ut och Helan och Halvan deltar. När kompaniet går till attack uppmanas Halvan att vakta skyttegraven. Men när kriget tagit slut är det ingen som informerat honom om det, och han vet inte heller om det. När han till slut återhittas blir han intagen hemma i USA på ett hem för krigsveteraner. Hans gamle vän Helan hämtar honom och lovar att hans fru ska bjuda på en festmiddag. Det han inte anar är att en hel rad olika katastrofer kommer att bryta ut.

## Om filmen
När filmen hade Sverigepremiär den 30 oktober 1939 gick den under titeln Skrattar bäst som skrattar sist. Alternativa titlar till filmen är Pippi/90 och Helan och Halvan lever bus (1968).
Filmen är en remake av duons tidigare kortfilm Hjärtligt ovälkomna från 1929 med vissa detaljer från duons tidigare stumfilm Helan och Halvan på vift från 1928, Bellhop från 1921 med Oliver Hardy och White Wings från 1923 med Stan Laurel.
Filmen nominerades till en Oscar för Bästa originalmusik.
Filmen lanserades på 1950-talet också som en kortfilm under titeln Better Now.

## Rollista (i urval)
- Stan Laurel – Stan (Halvan)
- Oliver Hardy – Ollie (Helan)
- Patricia Ellis – mrs. Gilbert
- Minna Gombell – mrs. Hardy
- Billy Gilbert – mr. Gilbert
- James Finlayson – finklädd herre
- James C. Morton – vaktmästaren
- Sam Lufkin – krigsveteran
- Billy Bletcher – röst till dvärg[2]